# Archives départementales de la Vendée
Les archives départementales de la Vendée sont un service du conseil départemental de la Vendée. Elles se situent à La Roche-sur-Yon, 14 rue Haxo.

## Historique
Les archives départementales de la Vendée, comme celles des autres départements de France, sont créées par la loi du 5 brumaire an V (26 octobre 1796). Cette loi prescrit le dépôt, au chef-lieu de département, des archives jusqu'alors rassemblées dans les chefs-lieux des districts, eux-mêmes supprimés le 5 fructidor an III (22 août 1795). 

## Fonctionnement
Les archives départementales de la Vendée assurent le contrôle, la collecte, le classement, la conservation, la communication et la valorisation des archives historiques. 
Elles conservent actuellement 30 kilomètres linéaires d'archives. La bibliothèque historique est constituée de plus de 25000 ouvrages et de plus de 2300 périodiques.

## Directeurs
- 1837-1865 : Louis-Marie Filaudeau[3]
- 1865-1868 : Paul Chéron
- 1868 : Léon Bing
- 1869-1870 : Léon Legrand
- 1872-1873 : Arthur du Chêne
- 1873-1905 : Gabriel Barbaud[4]
- 1905-1911 : Émile Gabory[5]
- 1911-1934 : Pascal Lanco[6]
- 1934-1949 : Louis Monnier[7]
- 1950-1957 : Régis Le Saulnier de Saint-Jouan[8]
- 1957-1961 : Jean Gourhand[9]
- 1961-1963 : Charles Hiégel[10]
- 1966-1972 : Brigitte Lainé[11]
- 1972-1976 : Jacques Perot[12]
- 1976-1987 : René Giraud[13]
- 1988-2021 : Thierry Heckmann[14]
- Depuis 2021 : Cyril Longin

## Archives en ligne
Ouvert depuis septembre 2003, le site Internet des archives départementales de la Vendée propose des inventaires des fonds d'archives et des documents numérisés :
- Registres paroissiaux et état civil (partiel)
- Cadastre
- Recensements de population
- Minutes notariales
- Presse et journaux
- Matricules militaires
- Documents iconographiques : plans, photographies, cartes postales
- Actes et délibérations : délibérations municipales, recueil des actes administratifs de la Préfecture, rapports et délibérations du Conseil général

## Pour approfondir